# Вотертаун (Вісконсин)
Вотертаун (англ. Watertown) — місто (англ. city) в США, в округах Джефферсон і Додж штату Вісконсин. Населення — 1933 особи (2020).

## Географія
Вотертаун розташований за координатами 43°11′23″ пн. ш. 88°43′44″ зх. д. / 43.18972° пн. ш. 88.72889° зх. д. (43.189663, -88.728843).  За даними Бюро перепису населення США в 2010 році місто мало площу 32,41 км², з яких 31,37 км² — суходіл та 1,04 км² — водойми.

### Клімат
| Клімат : Вотертаун    | Клімат : Вотертаун | Клімат : Вотертаун | Клімат : Вотертаун | Клімат : Вотертаун | Клімат : Вотертаун | Клімат : Вотертаун | Клімат : Вотертаун | Клімат : Вотертаун | Клімат : Вотертаун | Клімат : Вотертаун | Клімат : Вотертаун | Клімат : Вотертаун | Клімат : Вотертаун |
| Показник              | Січ.               | Лют.               | Бер.               | Квіт.              | Трав.              | Черв.              | Лип.               | Серп.              | Вер.               | Жовт.              | Лист.              | Груд.              | Рік                |
| Середній максимум, °C | −2,2               | −1,1               | 5,0                | 12,8               | 20,0               | 25,6               | 27,8               | 26,7               | 21,7               | 15,6               | 5,6                | 0,0                | 13,2               |
| Середній мінімум, °C  | −12,2              | −10                | −4,4               | 1,7                | 6,7                | 12,8               | 15,0               | 13,9               | 10,0               | 3,9                | −2,2               | −8,3               | 2,3                |
| --------------------- | ------------------ | ------------------ | ------------------ | ------------------ | ------------------ | ------------------ | ------------------ | ------------------ | ------------------ | ------------------ | ------------------ | ------------------ | ------------------ |
| Джерело: Weatherbase  |                    |                    |                    |                    |                    |                    |                    |                    |                    |                    |                    |                    |                    |

## Демографія
Згідно з переписом 2010 року, у місті мешкала 23 861 особа в 9187 домогосподарствах у складі 6006 родин. Густота населення становила 736 осіб/км².  Було 9745 помешкань (301/км²).
Расовий склад населення:
| - 94,0 % — білих - 0,8 % — чорних або афроамериканців - 0,8 % — азіатів - 0,3 % — корінних американців - 2,7 % — осіб інших рас |

До двох чи більше рас належало 1,4 %. Частка іспаномовних становила 7,3 % від усіх жителів.
За віковим діапазоном населення розподілялося таким чином: 25,7 % — особи молодші 18 років, 59,8 % — особи у віці 18—64 років, 14,5 % — особи у віці 65 років та старші. Медіана віку мешканця становила 35,7 року. На 100 осіб жіночої статі у місті припадало 94,0 чоловіків;  на 100 жінок у віці від 18 років та старших — 90,5 чоловіків також старших 18 років.
Середній дохід на одне домашнє господарство  становив 58 655 доларів США (медіана — 49 442), а середній дохід на одну сім'ю — 70 207 доларів (медіана — 64 123). Медіана доходів становила 45 000 доларів для чоловіків та 31 250 доларів для жінок. За межею бідності перебувало 12,0 % осіб, у тому числі 18,1 % дітей у віці до 18 років та 8,7 % осіб у віці 65 років та старших.
Цивільне працевлаштоване населення становило 11 955 осіб. Основні галузі зайнятості: освіта, охорона здоров'я та соціальна допомога — 27,4 %, виробництво — 23,4 %, роздрібна торгівля — 10,3 %, мистецтво, розваги та відпочинок — 9,3 %.